# Coupe de la Ligue russe de football
La Coupe de la Première Ligue (en russe : Кубок Премьер-лиги, Koubok Premier-Ligi) est une compétition de football russe à élimination directe organisée par la Première Ligue russe de football (ru).
Elle oppose l'ensemble des seize équipes de la Première Ligue russe au cours de confrontations en deux manches.
Cette compétition n'a connue qu'une seule édition en 2003. Les matchs étaient alors organisés durant les trêves internationales, poussant la plupart des clubs à aligner des équipes réserves tandis que la compétition se déroulait notamment en parallèle des matchs de l'équipe nationale russe. Ce format connu peu de succès auprès du public tandis que les clubs impliqués ont rapidement montré leur désintérêt, le vainqueur n'étant même pas qualifié pour une quelconque compétition européenne contrairement à la Coupe de Russie. Ces facteurs amènent à la disparition rapide de la compétition à l'issue de sa première édition.
Le Zénith Saint-Pétersbourg est le vainqueur de l'unique édition de la compétition, durant laquelle il bat le Tchernomorets Novorossiisk en finale sur le score cumulé de 5-2.

## Règles
Seules les 16 équipes du championnat russe sont autorisées à participer. La victoire en finale n'amène aucun bonus particulier, comme souvent une participation à une des compétitions de l'UEFA tel que cela se pratique au sein d'autres pays tels que l'Angleterre ou la France. De plus, cette compétition se déroule en matchs aller/retour.

## Édition 2003

### Huitièmes de finale
Les matchs aller ont lieu le 29 mars et les matchs retour les 1er et 2 avril 2003.
| Équipe 1                   | Score           | Équipe 2           | Aller | Retour   |
| -------------------------- | --------------- | ------------------ | ----- | -------- |
| Torpedo-Metallourg Moscou  | 3 - 0           | Lokomotiv Moscou   | 3 - 0 | 0 - 0    |
| Torpedo Moscou             | 3 - 1           | Dynamo Moscou      | 1 - 1 | 2 - 1    |
| Zénith Saint-Pétersbourg   | 3E - 3          | CSKA Moscou        | 2 - 0 | 1 - 3    |
| Saturn Ramenskoïe          | 5 - 7           | Spartak Moscou     | 3 - 2 | 2 - 5 ap |
| Rotor Volgograd            | 6 - 1           | Krylia Sovetov     | 5 - 2 | 1 - 1    |
| Rubin Kazan                | 0 - 0 1 - 3 tab | Chinnik Iaroslavl  | 0 - 0 | 0 - 0    |
| Ouralan Elista             | 3 - 4           | Alania Vladikavkaz | 1 - 0 | 2 - 4    |
| Tchernomorets Novorossiisk | 3 - 2           | FK Rostov          | 2 - 1 | 1 - 1    |

### Quarts de finale
Les matchs aller ont lieu entre le 28 et le 30 avril et les matchs retour les 6 et 7 juin 2003.
| Équipe 1                   | Score | Équipe 2           | Aller | Retour |
| -------------------------- | ----- | ------------------ | ----- | ------ |
| Rotor Volgograd            | 1 - 2 | Chinnik Iaroslavl  | 1 - 0 | 0 - 2  |
| Torpedo-Metallourg Moscou  | 5 - 2 | Torpedo Moscou     | 1 - 0 | 4 - 2  |
| Zénith Saint-Pétersbourg   | 2 - 1 | Spartak Moscou     | 1 - 0 | 1 - 1  |
| Tchernomorets Novorossiisk | 1 - 0 | Alania Vladikavkaz | 1 - 0 | 0 - 0  |

### Demi-finales
Les matchs aller ont lieu le 20 août et les matchs retour le 5 septembre 2003.
| Équipe 1                  | Score | Équipe 2                   | Aller | Retour |
| ------------------------- | ----- | -------------------------- | ----- | ------ |
| Torpedo-Metallourg Moscou | 3 - 5 | Zénith Saint-Pétersbourg   | 2 - 2 | 1 - 3  |
| Chinnik Iaroslavl         | 3 - 4 | Tchernomorets Novorossiisk | 1 - 1 | 2 - 3  |

### Finale
Le match aller a lieu le 9 septembre et le match retour le 9 octobre 2003.
| Équipe 1                 | Score | Équipe 2                   | Aller | Retour |
| ------------------------ | ----- | -------------------------- | ----- | ------ |
| Zénith Saint-Pétersbourg | 5 - 2 | Tchernomorets Novorossiisk | 3 - 0 | 2 - 2  |

#### Match aller
| ·                  |                           |     |
| Titulaires :       |                           |     |
|                    |                           |     |
| 31                 | Sergueï Ivanov            |     |
| 3                  | Martin Horák (en)         |     |
| 5                  | Alekseï Igonine           | 59e |
| 8                  | Pavel Mareš               |     |
| 17                 | Milan Vještica (en)       |     |
| 20                 | Alekseï Katoulski (en)    |     |
| 34                 | Vladimir Bystrov          |     |
| 43                 | Oleg Vlasov (en)          |     |
| 45                 | Konstantin Konopliov (en) |     |
| 23                 | Andreï Nikolaïev          | 72e |
| 26                 | Dmitri Makarov (en)       | 16e |
|                    |                           |     |
| Remplaçants :      |                           |     |
| 1                  | Kamil Čontofalský         | 16e |
| 46                 | Konstantin Lobov (en)     | 59e |
| 19                 | Maksim Astafiev (en)      | 72e |
|                    |                           |     |
| Entraîneur :       |                           |     |
| Vlastimil Petržela |                           |     |

| ·              |                               |     |
| Titulaires :   |                               |     |
|                |                               |     |
| 1              | Maksym Levytskyy              |     |
| 2              | Flávio                        | 46e |
| 3              | Konstantin Gordiouk (en)      |     |
| 33             | Jerry-Christian Tchuissé (en) |     |
| 34             | Ievgueni Varlamov             |     |
| 21             | Edouard Mor (en)              |     |
| 28             | Ievgueni Kouznetsov (en)      | 31e |
| 41             | Dmitri Smirnov (en)           | 46e |
| 10             | Oleksiy Antyukhin (en)        | 58e |
| 11             | Oleg Teriokhine               |     |
| 23             | Aleksandr Tikhonovetski (en)  | 46e |
|                |                               |     |
| Remplaçants :  |                               |     |
| 6              | Lev Mayorov (en)              | 31e |
| 14             | Aleksandr Tcherkes (en)       | 46e |
| 17             | Ansar Aïoupov (en)            | 46e |
| 18             | Tigran Petrosyants (en)       | 46e |
| 32             | Igor Piouk (en)               | 58e |
|                |                               |     |
| Entraîneur :   |                               |     |
| Sergueï Pavlov |                               |     |

| ·                  |                           |     |
| Titulaires :       |                           |     |
|                    |                           |     |
| 31                 | Sergueï Ivanov            |     |
| 3                  | Martin Horák (en)         |     |
| 5                  | Alekseï Igonine           | 59e |
| 8                  | Pavel Mareš               |     |
| 17                 | Milan Vještica (en)       |     |
| 20                 | Alekseï Katoulski (en)    |     |
| 34                 | Vladimir Bystrov          |     |
| 43                 | Oleg Vlasov (en)          |     |
| 45                 | Konstantin Konopliov (en) |     |
| 23                 | Andreï Nikolaïev          | 72e |
| 26                 | Dmitri Makarov (en)       | 16e |
|                    |                           |     |
| Remplaçants :      |                           |     |
| 1                  | Kamil Čontofalský         | 16e |
| 46                 | Konstantin Lobov (en)     | 59e |
| 19                 | Maksim Astafiev (en)      | 72e |
|                    |                           |     |
| Entraîneur :       |                           |     |
| Vlastimil Petržela |                           |     |

| ·              |                               |     |
| Titulaires :   |                               |     |
|                |                               |     |
| 1              | Maksym Levytskyy              |     |
| 2              | Flávio                        | 46e |
| 3              | Konstantin Gordiouk (en)      |     |
| 33             | Jerry-Christian Tchuissé (en) |     |
| 34             | Ievgueni Varlamov             |     |
| 21             | Edouard Mor (en)              |     |
| 28             | Ievgueni Kouznetsov (en)      | 31e |
| 41             | Dmitri Smirnov (en)           | 46e |
| 10             | Oleksiy Antyukhin (en)        | 58e |
| 11             | Oleg Teriokhine               |     |
| 23             | Aleksandr Tikhonovetski (en)  | 46e |
|                |                               |     |
| Remplaçants :  |                               |     |
| 6              | Lev Mayorov (en)              | 31e |
| 14             | Aleksandr Tcherkes (en)       | 46e |
| 17             | Ansar Aïoupov (en)            | 46e |
| 18             | Tigran Petrosyants (en)       | 46e |
| 32             | Igor Piouk (en)               | 58e |
|                |                               |     |
| Entraîneur :   |                               |     |
| Sergueï Pavlov |                               |     |

#### Match retour
| ·              |                          |     |
| Titulaires :   |                          |     |
|                |                          |     |
| 20             | Roman Guerous (en)       |     |
| 2              | Flávio                   |     |
| 3              | Konstantin Gordiouk (en) |     |
| 21             | Edouard Mor (en)         |     |
| 47             | Nerijus Radžius (en)     |     |
| 55             | Adrian Sosnovschi (en)   |     |
| 6              | Lev Mayorov (en)         | 87e |
| 9              | Ricardo Bóvio            |     |
| 40             | Ionel Pârvu (en)         | 26e |
| 41             | Dmitri Smirnov (en)      |     |
| 24             | Serghei Cleșcenco        |     |
|                |                          |     |
| Remplaçants :  |                          |     |
| 19             | Viatcheslav Kamoltsev    | 26e |
| 26             | Stanislav Reznikov       | 87e |
|                |                          |     |
| Entraîneur :   |                          |     |
| Sergueï Pavlov |                          |     |

| ·                  |                           |     |
| Titulaires :       |                           |     |
|                    |                           |     |
| 1                  | Kamil Čontofalský         |     |
| 3                  | Martin Horák (en)         | 90e |
| 17                 | Milan Vještica (en)       |     |
| 2                  | Vladislav Radimov         | 46e |
| 9                  | Radek Širl                |     |
| 20                 | Alekseï Katoulski (en)    | 18e |
| 43                 | Oleg Vlasov (en)          | 46e |
| 45                 | Konstantin Konopliov (en) |     |
| 15                 | Lukáš Hartig (en)         | 69e |
| 23                 | Andreï Nikolaïev          |     |
| 26                 | Dmitri Makarov (en)       |     |
|                    |                           |     |
| Remplaçants :      |                           |     |
| 25                 | Daniel Chiriță            | 18e |
| 5                  | Alekseï Igonine           | 46e |
| 22                 | Valeri Tsvetkov (en)      | 59e |
| 46                 | Konstantin Lobov (en)     | 69e |
| 38                 | Igor Nedorezov            | 90e |
|                    |                           |     |
| Entraîneur :       |                           |     |
| Vlastimil Petržela |                           |     |

| ·              |                          |     |
| Titulaires :   |                          |     |
|                |                          |     |
| 20             | Roman Guerous (en)       |     |
| 2              | Flávio                   |     |
| 3              | Konstantin Gordiouk (en) |     |
| 21             | Edouard Mor (en)         |     |
| 47             | Nerijus Radžius (en)     |     |
| 55             | Adrian Sosnovschi (en)   |     |
| 6              | Lev Mayorov (en)         | 87e |
| 9              | Ricardo Bóvio            |     |
| 40             | Ionel Pârvu (en)         | 26e |
| 41             | Dmitri Smirnov (en)      |     |
| 24             | Serghei Cleșcenco        |     |
|                |                          |     |
| Remplaçants :  |                          |     |
| 19             | Viatcheslav Kamoltsev    | 26e |
| 26             | Stanislav Reznikov       | 87e |
|                |                          |     |
| Entraîneur :   |                          |     |
| Sergueï Pavlov |                          |     |

| ·                  |                           |     |
| Titulaires :       |                           |     |
|                    |                           |     |
| 1                  | Kamil Čontofalský         |     |
| 3                  | Martin Horák (en)         | 90e |
| 17                 | Milan Vještica (en)       |     |
| 2                  | Vladislav Radimov         | 46e |
| 9                  | Radek Širl                |     |
| 20                 | Alekseï Katoulski (en)    | 18e |
| 43                 | Oleg Vlasov (en)          | 46e |
| 45                 | Konstantin Konopliov (en) |     |
| 15                 | Lukáš Hartig (en)         | 69e |
| 23                 | Andreï Nikolaïev          |     |
| 26                 | Dmitri Makarov (en)       |     |
|                    |                           |     |
| Remplaçants :      |                           |     |
| 25                 | Daniel Chiriță            | 18e |
| 5                  | Alekseï Igonine           | 46e |
| 22                 | Valeri Tsvetkov (en)      | 59e |
| 46                 | Konstantin Lobov (en)     | 69e |
| 38                 | Igor Nedorezov            | 90e |
|                    |                           |     |
| Entraîneur :       |                           |     |
| Vlastimil Petržela |                           |     |